# Jakub Drajer
Jakub Drajer pseud. Janek, Kuba (ur. 29 września 1910 w Grójcu, zm. 15 lipca 1943 w Warszawie) – działacz komunistyczny, kierownik techniki Centralnego Wydziału Wojskowego KPP 1932–1934, obwodowy kierownik Wydziału Wojskowego KPP 1935–1936.
W 1928 pod wpływem starszego brata Józefa, członka KPP, wstąpił do Związku Młodzieży Komunistycznej (ZMK; od 1930 Komunistyczny Związek Młodzieży Polskiej (KZMP)), członek Komitetu Dzielnicowego ZMK w Grójcu. Od 1931 studiował historię na UW. Od 1931 był wychowawcą w Domu Sierot w Warszawie przy ul. Krochmalnej prowadzonym przez Janusza Korczaka i założył tam organizację pionierską. Działacz Związku Zawodowego Nauczycieli Szkół Żydowskich w Polsce. Pod koniec 1932 został kierownikiem techniki Centralnego Wydziału Wojskowego KPP. Od 6 kwietnia do 13 października 1934 aresztowany za działalność komunistyczną. W 1935 został „obwodowcem” Centralnego Wydziału Wojskowego KPP. W lutym 1936 został ponownie aresztowany, a w 1938 skazany na 12 lat więzienia. Po wybuchu wojny, 1 września 1939 wydostał się z więzienia, a następnie udał się wraz z żoną Ireną Milską „Renią” (działaczką KPP) do Białegostoku, gdzie pracował w archiwum i był członkiem komitetu MOPR Zachodniej Białorusi. Jako agitator prowadził prelekcje dla robotników. W lipcu 1941 został aresztowany przez Niemców i osadzony w obozie koncentracyjnym w Mińsku, skąd w listopadzie 1941 zbiegł z 9 towarzyszami. Od stycznia 1942 w Warszawie, gdzie w getcie wraz z Józefem Lewartowskim organizował komórki PPR. W marcu 1943 podjął działalność po tzw. stronie aryjskiej Warszawy. 15 lipca 1943 podczas zebrania konspiracyjnego na Grochowie został aresztowany i zginął podczas próby ucieczki.